# Ukpet-ehom
L'ukpet-ehom és una llengua que es parla al sud-est de Nigèria, a la LGA d'Akamkpa, a l'estat de Cross River.
L'ukpet-ehom és una llengua aïllada de la família lingüística de les llengües de l'alt Cross. Aquesta família lingüística té els grups lingüístics de les llengües agoi-doko-iyoniyong, les llengües de l'alt Cross Central, i les llengües Kiong-Korop. Totes elles es parlen a Nigèria.

## Ús i dialectologia
L'ukpet-ehom és una llengua que gaudeix d'un ús vigorós; tot i que no està estandarditzada, és parlada per persones de totes les edats i generacions.
Els dialectes de l'ukpet-ehom són l'ehom i l'ukpet.

## Població i religió
El 75% dels parlants d'ukpet són cristians; d'aquests, el 40% són catòlics, el 30% protestants i el 30% pertanyen a esglésies cristianes independents. El 25% restants creuen en religions tradicionals africanes.